# Rafael Junior Martínez
Rafael Junior Martínez (Guacamayal, Zona Bananera, Magdalena, Colombia; 4 de diciembre de 1989) es un futbolista colombiano. Juega de volante. 

## Clubes
| Club              | País     | Año         |
| ----------------- | -------- | ----------- |
| Unión Magdalena   | Colombia | 2009 - 2013 |
| Boyacá Chicó      | Colombia | 2014        |
| Real Madrid C. F. | Colombia | 2015        |